# Georg Kellermann (Gewerkschafter)
Georg Kellermann (* 8. Januar 1853 vermutlich in Lauf an der Pegnitz; † 6. November 1925 in Hamburg) war ein deutscher Gewerkschaftsfunktionär.

## Leben und Wirken
Georg Kellermann kam als drittes von fünf Kindern eines Maurers in Bayern zu Welt. Er absolvierte eine Berufsausbildung zum Brauer und leistete von 1872 bis 1873 den Militärdienst in Nürnberg ab. 1875 zog er nach Hamburg, wo er in verschiedenen Brauereien sowohl als Brauer als auch als Lagerarbeiter tätig wurde. Ab 1878 half er als Schauerarbeiter beim Be- und Entladen von Kornschiffen und wurde Hamburger Bürger. Im selben Jahr wurde er Mitglied der SAPD, für die er sich bis in die 1890er Jahre im 1. Hamburger Reichstagswahlkreis engagierte und mehrere Ehrenämter übernahm.
Im Januar 1888 übernahm Kellermann eine Zahlstelle des Vereins der in Hamburg beschäftigten Seeleute, die mit 3000 bis 4000 Hafenarbeitern der deutlich größte Zusammenschluss von im Hafen beschäftigten Personen war. Im Oktober 1889 organisierte er einen erfolgreichen Streik mit und beteiligte sich an den Maikämpfen von 1890. Gegen Ende der Sozialistengesetze forderte Kellermann im Verein Hamburger Staatsangehöriger, das Schulgeld abzuschaffen und die Erziehung Hamburger Waisenkinder zu verbessern. Kellermann erarbeitete maßgeblich die Statuten des in Gründung befindlichen Verbandes der Hafenarbeiter Deutschlands mit, erhielt für deren ersten Kongress im August 1890 in Kiel jedoch kein Mandat. Er setzte sich für einen Anschluss der Hamburger Gewerkschaft an den nationalen Verband ein, der zum 1. Januar 1891 in Kraft trat. Die Hamburger Schauerleute wählten ihn im selben Monat zu ihrem Obmann. Kellermann, der sich für einen internationalen Zusammenschluss von Hafenarbeitern einsetzte, wurde Ende 1891 gewählter Nachfolger des aufgrund von Diebstahls aus dem Amt geschiedenen Vorsitzenden Johann Schwarz.
Kellermann, der bis dahin als Schauermann gearbeitet hatte, übernahm 1892 eine Gastwirtschaft, die er selbstständig führte. Als Gastwirt sprach er auf Versammlungen der selbständigen Hamburger Gewerbetreibenden und des Vereins der Gast- und Schankwirte, bei denen er um Verständnis für die Interessen der Hamburger Arbeiterbewegung warb. Sein Lokal am „Schaarthor 7“ entwickelte sich zum Verkehrslokal der gewerkschaftlich organisierten deutschen Hafenarbeiter. Kellermann hielt sich bei Debatten der Hamburger Arbeiter zurück, hatte aber einen großen informellen Einfluss. Er hatte bedeutenden Anteil am Zusammenschluss der Hafenarbeiter mit dem Zentralverband der Werftarbeiter Deutschlands zum Verband der am Schiffbau und an der Schiffahrt beschäftigten Personen Deutschlands, der 1892 erfolgte. Kellermann übernahm den ehrenamtlichen Vorsitz der Vereinigung, die sich zwei Jahre später wieder trennte. Anschließend war er erneut Vorsitzender des alten und neuen Verbandes der Hafenarbeiter Deutschlands. In dieser Position versuchte er anschließend erfolglos, den Reichskanzler dazu zu bewegen, Hafeninspektoren einzusetzen.
Als die Hamburger Schauerleute im November 1896 streiken wollten, wies Kellermann auf die schlechte Organisation der Gewerkschaft und die nur unzureichend gefüllte Streikkasse hin, um den Streik abzuwenden. Er reiste trotzdem nach London, wo er die Dockers, Seamen and Firemen, Cool Porters and Winchmen's Unions bat, die Hamburger Hafenarbeiter zu unterstützen. Außerdem bat er das Londoner Handelsamt, gegen die Entsendung von Streikbrechern nach Deutschland zu intervenieren. 1897 nahm er als deutscher Delegierter an der International Conference of Ship, Dock and River Workers teil, die einem Streik auf internationaler Ebene nicht zustimmte. Während der 4. Generalversammlung der Gewerkschaft in Hamburg wurde Kellermann als Vorsitzender im Amt bestätigt. Die Anwesenden konstatierten, dass die vorangegangenen Streiks zwar unbefriedigend geendet hatten, jedoch wichtig für die Konsolidierung der Vereinigung gewesen waren. Da er erkannt hatte, dass für Erfolge bei zukünftigen Arbeitskämpfen die internationale Zusammenarbeit verbessert werden musste, machte Kellermann den Vorschlag, das nächste Treffen der Internationalen Transportarbeiter-Föderation in Berlin abzuhalten. Er hoffte, dass das im Wesentlichen von Briten gelenkte Sekretariat des Verbandes sich somit mehr den Interessen der Hafenarbeiter auf dem europäischen Festland widmen würde.
1898 legte Kellermann das Amt des Vorsitzenden nieder. Da er sich gegen Unterstützungskassen jeglicher Art ausgesprochen hatte, verlor er das Vertrauen der Gewerkschaftsmitglieder und nahm folglich 1900 das Amt des stellvertretenden Vorsitzenden nicht an. Bis zu seinem Ausschluss 1902 aufgrund finanzieller Unregelmäßigkeiten leitete Kellermann eine Zahlstelle des Verbandes. Anschließend arbeitete er bis zu seinem Tod 1925 als Gastwirt.